# بيرتي كاربينين
بيرتي كاربينين (Pertti Karppinen) هو لاعب أولمبي لرياضة تجديف من فنلندا. شارك في الأولمبياد الصيفي في 1976–1984، وفاز بما مجموعه 3 ميداليات.

## الميداليات
| ذهب | فضة | برونز | المجموع |
| 3   | 0   | 0     | 3       |

## روابط خارجية
- بيرتي كاربينين على موقع الاتحاد الدولي للتجديف (الإنجليزية)
- بيرتي كاربينين على موقع اللجنة الأولمبية الدولية (الإنجليزية)
- بيرتي كاربينين على موقع أوليمبيديا (الإنجليزية)